# اریکا ویلر (بازیکن بسکتبال)
اریکا ویلر (انگلیسی: Erica Wheeler؛ زادهٔ ۲ مهٔ ۱۹۹۱) بازیکن بسکتبال اهل ایالات متحده آمریکا است.